# Могилёвчик, Евдоким Андреевич
Евдоким Андреевич Могилёвчик (13 июля 1890 года, местечко Головчин, ныне Белыничский район, Могилёвская область — 12 февраля 1947 года, Москва) — советский военный деятель, Генерал-майор (1940 год).

## Начальная биография
Евдоким Андреевич Могилёвчик родился 13 июля 1890 года в местечке Головчин, ныне Белыничского района Могилёвской области.

## Военная служба

### Первая мировая и гражданская войны
В 1911 году был призван в ряды Русской императорской армии. В 1913 году окончил учебную команду Лейб-гвардии конного полка в Санкт-Петербурге.
В чине унтер-офицера Принимал участие в боевых действиях на Юго-Западном фронте, находясь на должности командира роты.
В феврале 1918 года вступил в ряды РККА, после чего был назначен на должность командира взвода 1-го конного Петроградского полка, а в июле — на должность командира взвода 1-го Петроградского дивизиона. Затем служил в 1-м кавалерийском полку (13-я кавалерийская дивизия, 5-я армия) на должностях командира взвода, помощника командира и командира эскадрона, а с октября 1919 года — на должностях начальника полковых школ 1-го, 65-го и 73-го кавалерийских полков 13-й кавалерийской дивизии.
Принимал участие в боевых действиях на Восточном фронте против войск под командованием адмирала А. В. Колчака.
В 1923 году за боевые отличия Евдоким Андреевич Могилёвчик был награждён орденом Красного Знамени.

### Межвоенное время
С января 1921 года Могилёвчик продолжил служить в 13-й кавалерийской дивизии, дислоцированной в Монголии, где исполнял должности начальника бригадной школы 1-й бригады, помощника командира по строевой части и командира 73-го кавалерийского полка.
В ноябре 1921 года был направлен на учёбу на курсы командиров полков при Высшей кавалерийской школе в Петрограде, по окончании которой в августе 1922 года был назначен на должность начальника бригадной школы 4-й кавалерийской бригады (Сибирский военный округ), в июне 1923 года — на должность командира 28-го кавалерийского полка (4-я кавалерийская бригада), а в декабре 1924 года — на должность командира 4-й кавалерийской бригады (7-я кавалерийская дивизия, Западный военный округ).
В сентябре 1925 года был направлен на учёбу на курсы усовершенствования начальствующего состава при Военной академии имени М. В. Фрунзе, по окончании которой с октября 1926 года командовал 37-м и 38-м кавалерийскими полками (7-я кавалерийская дивизия). В декабре 1927 года Могилёвчик был назначен на должность командира 1-й бригады (6-я кавалерийская дивизия, Белорусский военный округ)
В 1929 году повторно окончил курсы усовершенствования начальствующего состава при Военной академии имени М. В. Фрунзе.
В ноябре 1931 года был назначен на должность помощника командира 6-й кавалерийской дивизии, а в декабре 1932 года — на должность командира и комиссара 37-й Новочеркасской дивизии.
В декабре 1934 года Евдоким Андреевич Могилёвчик был направлен на учёбу на Восточный факультет Военной академии имени М. В. Фрунзе, по окончании которого с ноября 1936 года состоял в распоряжении НКО СССР. В январе 1937 года был назначен на должность командира 64-й стрелковой дивизии (Беллорусский военный округ).
С июля 1938 года состоял в распоряжении Управления по командно-начальствующему составу РККА и в декабре 1938 года был назначен на должность помощника командира 13-го стрелкового корпуса (Киевский военный округ), в марте 1940 года — на должность командира 37-го стрелкового корпуса, в июне 1940 года — на должность коменданта Могилёв-Ямпольского укреплённого района, а в марте 1941 года — на должность командира 69-го стрелкового корпуса, формировавшегося в составе Московского военного округа. В июне 1941 года корпус был включён в состав 20-й армии.

### Великая Отечественная война
Со 2 июля 69-й стрелковой корпус под командованием Е. А. Могилёвчика участвовал в Смоленском сражении, в ходе которого корпус был окружён западнее Смоленска, но уже в конце июля — начале августа вышел из окружения и отошел за Днепр южнее города Ярцево. В ходе этих боёв Е. А. Могилёвчик был ранен и направлен в госпиталь. После излечения в мае 1942 года был назначен на должность начальника Высшей офицерской кавалерийской школы, а в конце июня 1944 года — на должность заместителя командующего 28-й армией, которая участвовала в Белорусской, Кёнигсбергской, Берлинской и Пражской наступательных операциях.

### Послевоенная карьера
После войны продолжил служить на должности заместителя командующего 28-й армией в составе Белорусской военного округа. С 1946 года находился на излечении в госпитале, а затем в распоряжении Управления кадров Сухопутных войск.
Генерал-майор Евдоким Андреевич Могилёвчик умер 12 февраля 1947 года в Москве от кровоизлияния в мозг.

## Воинские звания
- комбриг (17.02.1936)
- комдив (4.11.1939)
- генерал-майор (4.06.1940)

## Награды
- Три ордена Ленина (30.01.1943, 21.02.1945, ...);
- Два ордена Красного Знамени (1923, 3.11.1944);
- Ордена Богдана Хмельницкого 1-й (29.05.1945) и 2-й (19.04.1945) степеней;
- Орден Отечественной войны 1-й степени (6.04.1945);
- Орден Красной Звезды (29.04.1943);
- Медали.